# اريك درو فيلدمان
اريك درو فيلدمان (بالإنجليزية: Eric Drew Feldman)‏ هو موسيقي أمريكي، ولد في 16 أبريل 1955.

## وصلات خارجية
- اريك درو فيلدمان على موقع ميوزك برينز (الإنجليزية)
- اريك درو فيلدمان على موقع أول ميوزيك (الإنجليزية)
- اريك درو فيلدمان على موقع ديسكوغز (الإنجليزية)